# 신초식
신초식(申初湜, 1928년 1월 10일~1958년 5월 20일)은 대한민국의 군인 겸 정치인이며, 예비역 육군 중령 출신이다.

## 일생

### 주요 이력
평안남도 대동에서 출생하였으며 훗날 경상남도 부산고등상업학교를 나온 그는 1946년 5월 31일에서부터 1946년 12월 1일까지 경기도 양주백석국민학교 급사 등을 잠시 지내다가 1946년 12월 1일을 기하여 그만둔 후 1948년 대한민국 육군사관학교 6기로 임관하였으며 훗날 보·공·포병학교를 나오기도 하였을뿐더러 육군 소위 시절 여순 내란 진압 작전과 육군 중위 시절 제주 4·3 내란 진압 작전과 육군 중위·대위·소령 시절 한국 전쟁에도 각기각기 참전한 그는 1953년 7월 27일 전란 종전을 목도한지 얼마 후 1953년 12월 6일을 기하여 육군 중령 진급하였으며 이듬해 27세 시절이던 1954년 4월 25일을 기하여 4년 연하녀인 당시 23세의 이임순(李任順)과 결혼하여 그 후 1955년 2월 8일을 기하여 육군 중령 예편하였고 이듬해 1956년 1월 8일을 기하여 경기도 의정부 자택에서 외동아들을 얻었다.

### 1956년 1월 30일 김창룡 장군 암살 사건과 그 후
그는 자신의 부인이 25세 시절이자 외동아들이 아직 생후 22일차 시절에 예비역 육군 중령 출신 지위로써 경기도 의정부 자택을 떠나 서울로 다시 건너가서 육군 제2군사령관 강문봉(姜文奉) 장군의 배후와 허태영(許泰榮) 육군 대령 등의 중요 임무 종사로써 1956년 1월 30일을 기하여 결국엔 서울 복판에서 육군 특무부대장 김창룡(金昌龍) 장군을 사살하는 데에 송용고(宋龍高) 예비역 육군 소령과 함께 동참하는 등 이른바 "김창룡 장군 암살 사건"을 중요 임무 종사 방조하여 군사재판(군법회의)에 기소되었고 결국 민간 형사재판 끝에 사형이 선고되었으며 김홍섭(金洪燮) 판사의 권유를 받아 옥중에서 개신교를 이탈하고 천주교로 개종을 한 그는 옥중 신앙 생활에만 전념하던 중 결국 1958년 5월 20일을 기하여 옛 동지 송용고(宋龍高) 예비역 육군 소령과 함께 사형(교수형)이 집행되었다. 그가 사형 집행될 당시 그의 부인 이임순 여사는 아직 27세의 청상이었고 슬하 외동아들은 아직 국민학교 입학하기도 4년 전이었던 그야말로 만 두살바기(생후 28개월)였다.

### 학력
- 경상남도 부산고등상업학교
- 대한민국 육군사관학교 6기
- 대한민국 육군보병학교
- 대한민국 육군공병학교
- 대한민국 육군포병학교